# Afag Sultanova
Afag Sultanova (née le 20 février 1987 à Bakou) est une judokate handisport azérie, concourant dans la catégorie des - de 57 kg.

## Biographie
Afaq Sultanova commence à s'entraîner au karaté, mais à l'âge de treize ans, elle se met au judo. Au départ, elle agit comme une personne valide et réussit dans ce domaine. En 2008, elle remporte des victoires aux Championnats du monde et d'Europe de la jeunesse.
Cependant, une blessure qui entraîne une détérioration de sa vision l'oblige à prendre sa retraite. Inspirée par son compatriote Ilham Zakiev, qui, complètement aveugle, réussit à devenir double champion paralympique, Afag continue à s'entraîner.

## Carrière
Mal-voyante, elle est championne du monde de judo mal-voyants en 2010 à Antalya. Deux ans plus tard, elle remporte la médaille d'or en moins de 57 kg aux Jeux paralympiques d'été de 2012 à Londres face à la Brésilienne Lúcia da Silva Teixeira,.
Conformément au décret du président azerbaïdjanais Ilham Aliyev du 14 septembre 2012, Afag Vagif gizi Sultanova reçoit l'Ordre de la Gloire pour ses réalisations aux XIVes Jeux paralympiques d'été et ses services rendus au sport azerbaïdjanais,
En 2015, aux Championnats d'Europe handisport, elle finit 3e dans la catégorie des moins de 63 kg.
Conformément au décret du président azerbaïdjanais Ilham Aliyev du 2 février 2016, à l'occasion du 20e anniversaire de la création du Comité national paralympique d'Azerbaïdjan, Afag Vagif gizi Sultanova reçoit un diplôme honorifique du président de l'Azerbaïdjan.
En 2017, elle remporte l'or dans la catégorie des moins de 57 kg mal-voyants aux Jeux de la solidarité islamique à Bakou face à l'azérie Sevda Valiyeva. À Walsall la même année, elle remporte remporte le bronze aux Championnats d'Europe handisport.

## Palmarès
| Année | Compétition                     | Lieu     | Résultat | Catégorie      |
| ----- | ------------------------------- | -------- | -------- | -------------- |
| 2010  | Championnats du monde           | Antalya  | 2e       | Moins de 57 kg |
| 2012  | Jeux paralympiques              | Londres  | 1re      | Moins de 57 kg |
| 2015  | Championnats d'Europe           | Lisbonne | 3e       | Moins de 63 kg |
| 2017  | Jeux de la solidarité islamique | Bakou    | 1re      | Moins de 57 kg |
| 2017  | Championnats du monde           | Walsall  | 3e       | Moins de 57 kg |